# Репрессивная цивилизация
Репрессивная цивилизация — понятие в современной философии описывающее современную цивилизацию как общество, созданное на основе репрессивных институтов. Репрессивная цивилизация ослабляет инстинкт жизни, тем самым усиливает и высвобождает деструктивные силы. Культура, основанная на подавлении, склонна к разрушению и агрессии и движется к самоуничтожению.

## Мыслители, критикующие современную цивилизацию
- Райх, Вильгельм
- Маркузе, Герберт
- Зерзан, Джон
- Блек, Боб
- Мамфорд, Льюис

## История критики репрессивной цивилизации

### Архетип потерянного рая
Описанию современной цивилизации как репрессивной, созвучна концепция «золотого века», как установил Мирча Элиаде, подробно исследовавший эту тему, мифологема золотого века восходит ко временам неолитической революции и является реакцией на введение земледелия. Золотому веку неизменно сопутствуют мифологемы «потерянного рая» и «благородного дикаря». Этот архетипический образ лежит в основе любой утопической идеологии.

### Критика РЦ со стороны психоанализа и франкфуртской школы
Зигмунд Фрейд считал что установки общества содержатся в нас в виде Сверх-Я. Маркузе анализирует стратегию развития западной цивилизации и выявляет её репрессивный характер. Герберт Маркузе в своих работах вводит термин репрессивная сублимация и репрессивная десублимация. В работе «Эрос и цивилизация» он пишет:
Достижение гармонии между свободой влечений и порядком ведет к перевороту в цивилизованной морали: освобожденные от тирании репрессивного разума инстинкты стремятся к свободным и прочным экзистенциальным отношениям — они рождают новый принцип реальности.[…]В этих условиях возможность нерепрессивной цивилизации связана не со сдерживанием, а с раскрепощением прогресса — так, чтобы, снова задавшись вопросом о добре и зле, человек приступил к обустройству своей жизни в соответствии со своим полностью развитым знанием. И если вину, которой пропитано цивилизованное господство человека над человеком, ещё можно искупить свободой, то «первородный грех» вновь должен быть совершен: «Мы должны снова вкусить плоды с древа познания, чтобы вернуться в состояние невинности».

## Репрессивная цивилизация и сексуальность
По мнению Маркузе, репрессивная цивилизация в основном питается энергией, отнятой у Эроса (сублимация); ослабляя инстинкт жизни, она тем самым усиливает и высвобождает деструктивные силы. Культура, основанная на подавлении, склонна к разрушению и агрессии и движется к самоуничтожению.. Подобной точки зрения придерживается Райх.

## Репрессивная цивилизация и патриархат
По мнению некоторых исследователей, появление репрессивной цивилизации совпадает с появлением патриархата. Исследованием этой связи в последнее время уделяется много внимания, например учениками Вильгельма Райха было произведёно антропологическое исследование «Saharasia Discovery and Research» — сравнительный анализ данных о 1170 культурах, с целью выявления истоков репрессивной цивилизации и патриархата. Эти исследования созвучны взглядам анархо-примитивистов, которые утверждают, что ранним продуктом приручения в начале перехода к цивилизации является патриархат — формализация мужского доминирования и институты, укрепляющие его.